# Helina moedlingensis
Helina moedlingensis este o specie de muște din genul Helina, familia Muscidae. A fost descrisă pentru prima dată de Johann Andreas Schnabl și Dziedzicki în anul 1911. Conform Catalogue of Life specia Helina moedlingensis nu are subspecii cunoscute.